# Coupe du monde de football 2026
Navigation
Qatar 2022 Centenaire
Espagne–Maroc–Portugal 2030
La Coupe du monde de football 2026 est la 23e édition de la Coupe du monde de football masculin, compétition organisée par la FIFA et qui réunit les meilleures sélections nationales. Elle se déroulera du 11 juin au 19 juillet 2026 et sera organisée conjointement par les États-Unis, le Canada et le Mexique. Le projet est initialement nommé « United 2026 ».
Cette édition sera la première à réunir 48 équipes au lieu de 32 précédemment.

## Désignation du pays organisateur
Deux candidatures sont en lice pour devenir le pays hôte de la Coupe du monde :
- le Maroc, après quatre tentatives infructueuses, lance sa candidature le 11 août 2017;
- le Canada, le Mexique et les États-Unis lancent leur candidature commune, intitulée « United 2026 », le 10 avril 2017[4].

Lors des anciens votes d'attribution, un comité exécutif de la FIFA, soit une vingtaine d'élus, doivent ultimement faire le choix. La pratique engendre des controverses à la suite des attributions à la Russie (2018) et au Qatar (2022) en 2010 ; différentes enquêtes sont aussi ouvertes en relation avec les anciennes attributions. Le mode d'attribution est réformé en 2013 : c'est désormais l'ensemble des fédérations nationales réunies en congrès qui assument le choix.
À Moscou, le 13 juin 2018 (la veille du début du Mondial 2018), les 203 fédérations membres de la FIFA éligibles au vote se réunissent pour voter et élire l'organisateur du Mondial 2026. C'est le trio nord-américain qui est désigné pour accueillir la Coupe du monde 2026, avec 134 voix contre 65 pour le Maroc.
| Fédération                       | Tour 1 |
| -------------------------------- | ------ |
| Canada - États-Unis - Mexique    | 134    |
| Maroc                            | 65     |
| Abstention ou aucune candidature | 4      |
| Total                            | 203    |

## Format

### De seize groupes de trois à douze groupes de quatre
C'est la première fois que 48 équipes doivent se retrouver en phase finale de la Coupe du monde, à la suite de la décision de la FIFA, promue par Gianni Infantino et adoptée le 10 janvier 2017, d'élargir le tournoi de 32 à 48 participants.
Le format initialement prévu pour le premier tour est de répartir les 48 équipes en 16 groupes de trois, les deux premiers de chaque groupe se qualifiant pour les 16e de finale. Cependant, lors de la coupe du monde 2022 au Qatar, le bruit court en coulisses que ce format, pourtant officiellement validé, pourrait être abandonné au profit d'une formule de douze groupes de quatre équipes, synonyme de matchs supplémentaires et d'un nombre de qualifiés pour le second tour variable d'un groupe à l'autre.
Le changement de format évoqué est finalement confirmé dans un communiqué de presse de la FIFA, le 14 mars 2023. La décision est prise de répartir les équipes au premier tour en 12 groupes de quatre équipes. Dans cette formule déjà connue et appliquée lors de tournois à 24 équipes en 1986, 1990 et 1994, outre les deux premiers de chaque groupe, les meilleurs troisièmes sont repêchés pour compléter le tableau final de la phase à élimination directe. Huit des douze troisièmes de groupe disputent ainsi les seizièmes-de-finale.

## Villes et stades
23 villes des trois pays réparties sur 4 000 kilomètres se sont portées candidates pour accueillir les matchs. Dix-sept d'entre elles sont situées aux États-Unis, trois au Canada et trois au Mexique. 16 de ces villes sont sélectionnées ultérieurement par la FIFA en 2021,.
En juillet 2021, elles ne sont plus que 22 villes candidates à la suite du retrait de Montréal.
Le 17 juin 2022, la FIFA annonce les 16 villes qui accueilleront le Mondial nord-américain (2 au Canada, 11 aux États-Unis et 3 au Mexique).
| \| Vancouver Toronto Houston Kansas City Dallas Los Angeles Miami New York Boston Atlanta Philadelphie San Francisco Seattle Monterrey Mexico Guadalajara \| Villes hôtes de la coupe du monde 2026 |
| Vancouver Toronto Houston Kansas City Dallas Los Angeles Miami New York Boston Atlanta Philadelphie San Francisco Seattle Monterrey Mexico Guadalajara                                              |

| Vancouver Toronto Houston Kansas City Dallas Los Angeles Miami New York Boston Atlanta Philadelphie San Francisco Seattle Monterrey Mexico Guadalajara |

### Retrait de candidature
- Montréal, Canada : en juillet 2021 la ville annonce le retrait de sa candidature, invoquant un manque de financement à la suite du retrait du soutien du gouvernement du Québec.

## Équipes qualifiées
| Carte                              | Europe (UEFA) 16 places                                                                    | Amérique du Sud (CONMEBOL) 6 ou 7 places | Afrique (CAF) 9 ou 10 places |
|                                    |                                                                                            | Brésil : 23e phase finale Argentine T : 19e phase finale Équateur : 5e phase finale                                                                                   |                              |
| Océanie (OFC) 1 ou 2 places        | Amérique du Nord, Centrale et Caraïbes (CONCACAF) 6 à 8 places (dont trois aux pays hôtes) | Asie (AFC) 8 ou 9 places |                              |
| Nouvelle-Zélande : 3e phase finale | Mexique PO : 18e phase finale États-Unis PO : 12e phase finale Canada PO : 3e phase finale | Corée du Sud : 12e phase finale Japon : 8e phase finale Australie : 7e phase finale Iran : 7e phase finale Jordanie : 1re phase finale Ouzbékistan : 1re phase finale |                              |

Le 9 mai 2017, le Conseil de la FIFA ratifie la proposition soumise par le Bureau du Conseil après sa séance du 30 mars 2017 sur la répartition des places entre les confédérations à partir de la Coupe du monde 2026 :
- 16 places directes pour la zone Europe (UEFA) ;
- 9 places directes pour la zone Afrique (CAF) ;
- 8 places directes pour la zone Asie (AFC) ;
- 6 places directes pour la zone Amérique du Nord, Centrale et Caraïbes (CONCACAF) ;
- 6 places directes pour la zone Amérique du Sud (CONMEBOL) ;
- 1 place directe pour la zone Océanie (OFC) ;
- le pays organisateur est automatiquement qualifié et sa place est déduite du quota alloué à sa confédération.

| Confédération | Membres de la FIFA | Nombre de qualifiés (dont le pays hôte) | % de membres qualifiés | Places avant 2026 (hors pays hôte) |
| ------------- | ------------------ | --------------------------------------- | ---------------------- | ---------------------------------- |
| AFC           | 46                 | 8                                       | 17 %                   | 4                                  |
| CAF           | 54                 | 9                                       | 17 %                   | 5                                  |
| CONCACAF      | 35                 | 6                                       | 17 %                   | 3                                  |
| CONMEBOL      | 10                 | 6                                       | 60 %                   | 4                                  |
| OFC           | 11                 | 1                                       | 9 %                    | 0                                  |
| UEFA          | 55                 | 16                                      | 29 %                   | 13                                 |
| Barrages      | –                  | 2                                       |                        | 2                                  |
| Total         | 211                | 48                                      | 23%                    | 31 (+ pays hôte)                   |

Un tournoi intercontinental de barrages à six équipes attribue les deux places restantes avec une équipe par confédération à l'exception de l'UEFA, ainsi qu’une équipe supplémentaire issue de la confédération du pays hôte.

## Déroulement de la phase finale

### Premier tour
Le 4 février 2024, la FIFA annonce que le match d'ouverture aura lieu au stade Azteca de Mexico le 11 juin 2026, tandis que la finale se déroulera au MetLife Stadium de New York le 19 juillet suivant. Les stades sont divisés en trois zones géographiques , la zone Ouest avec : Vancouver, Seattle, San Francisco et Los Angeles, la zone Centrale avec : Guadalajara, Mexico, Monterrey, Houston, Dallas, Kansas City et la zone Est avec : Atlanta, Miami, Toronto, Boston, Philadelphie et New York.
Les quarante-huit qualifiés sont répartis dans 12 groupes de 4 équipes au premier tour. Le format est celui d'un tournoi toutes rondes simple : chaque équipe joue un match contre les trois autres équipes du même groupe.
Les deux premiers de chaque groupe et les huit meilleurs troisièmes sont qualifiés pour les seizièmes de finale.
Abréviations
- Pts : nombre de points
- J : nombre de matchs joués
- G : nombre de matchs gagnés
- N : nombre de matchs nuls
- P : nombre de matchs perdus
- BP : nombre de buts marqués (« buts “pour” »)
- BC : nombre de buts encaissés (« buts “contre” »)
- Diff : différence de buts (BP-BC)

- Classement :

- Équipe qualifiée
- Équipe éliminée

- Rencontre :
  - Équipe en caractère gras = équipe victorieuse
  - Équipe sans caractère gras = équipe non-victorieuse

#### Groupe A
| Rang | Équipe  | Pts | J | G | N | P | Bp | Bc | Diff |
| ---- | ------- | --- | - | - | - | - | -- | -- | ---- |
| 1    | Mexique | 0   | 0 | 0 | 0 | 0 | 0  | 0  | 0    |
| 2    | A2      | 0   | 0 | 0 | 0 | 0 | 0  | 0  | 0    |
| 3    | A3      | 0   | 0 | 0 | 0 | 0 | 0  | 0  | 0    |
| 4    | A4      | 0   | 0 | 0 | 0 | 0 | 0  | 0  | 0    |

##### 1rejournée
| Match 1 (Match d'ouverture) | Mexique | - | A2 | Stade Azteca, Mexico |             |
| 11 juin 2026 À déterminer   |         |   |    | Arbitrage :          | Arbitrage : |

| Match 2                   | A3 | - | A4 | Estadio Akron, Guadalajara |             |
| 11 juin 2026 À déterminer |    |   |    | Arbitrage :                | Arbitrage : |

##### 2ejournée
| Match 25                  | A4 | - | A2 | Mercedes-Benz Stadium, Atlanta |             |
| 18 juin 2026 À déterminer |    |   |    | Arbitrage :                    | Arbitrage : |

| Match 28                  | Mexique | - | A3 | Estadio Akron, Guadalajara |             |
| 18 juin 2026 À déterminer |         |   |    | Arbitrage :                | Arbitrage : |

##### 3ejournée
| Match 53                  | A4 | - | Mexique | Stade Azteca, Mexico |             |
| 24 juin 2026 À déterminer |    |   |         | Arbitrage :          | Arbitrage : |

| Match 54                  | A2 | - | A3 | Stade BBVA, Monterrey |             |
| 24 juin 2026 À déterminer |    |   |    | Arbitrage :           | Arbitrage : |

#### Groupe B
| Rang | Équipe | Pts | J | G | N | P | Bp | Bc | Diff |
| ---- | ------ | --- | - | - | - | - | -- | -- | ---- |
| 1    | Canada | 0   | 0 | 0 | 0 | 0 | 0  | 0  | 0    |
| 2    | B2     | 0   | 0 | 0 | 0 | 0 | 0  | 0  | 0    |
| 3    | B3     | 0   | 0 | 0 | 0 | 0 | 0  | 0  | 0    |
| 4    | B4     | 0   | 0 | 0 | 0 | 0 | 0  | 0  | 0    |

##### 1rejournée
| Match 3                   | Canada | - | B2 | BMO Field, Toronto |             |
| 12 juin 2026 À déterminer |        |   |    | Arbitrage :        | Arbitrage : |

| Match 8                   | B3 | - | B4 | Levi's Stadium, San Francisco |             |
| 13 juin 2026 À déterminer |    |   |    | Arbitrage :                   | Arbitrage : |

##### 2ejournée
| Match 26                  | B4 | - | B2 | SoFi Stadium, Los Angeles |             |
| 18 juin 2026 À déterminer |    |   |    | Arbitrage :               | Arbitrage : |

| Match 27                  | Canada | - | B3 | BC Place, Vancouver |             |
| 18 juin 2026 À déterminer |        |   |    | Arbitrage :         | Arbitrage : |

##### 3ejournée
| Match 51                  | B4 | - | Canada | BC Place, Vancouver |             |
| 24 juin 2026 À déterminer |    |   |        | Arbitrage :         | Arbitrage : |

| Match 52                  | B2 | - | B3 | Lumen Field, Seattle |             |
| 24 juin 2026 À déterminer |    |   |    | Arbitrage :          | Arbitrage : |

#### Groupe C
| Rang | Équipe | Pts | J | G | N | P | Bp | Bc | Diff |
| ---- | ------ | --- | - | - | - | - | -- | -- | ---- |
| 1    | C1     | 0   | 0 | 0 | 0 | 0 | 0  | 0  | 0    |
| 2    | C2     | 0   | 0 | 0 | 0 | 0 | 0  | 0  | 0    |
| 3    | C3     | 0   | 0 | 0 | 0 | 0 | 0  | 0  | 0    |
| 4    | C4     | 0   | 0 | 0 | 0 | 0 | 0  | 0  | 0    |

##### 1rejournée
| Match 5                   | C1 | - | C2 | Gillette Stadium, Boston |             |
| 12 juin 2026 À déterminer |    |   |    | Arbitrage :              | Arbitrage : |

| Match 7                   | C3 | - | C4 | MetLife Stadium, New York |             |
| 13 juin 2026 À déterminer |    |   |    | Arbitrage :               | Arbitrage : |

##### 2ejournée
| Match 29                  | C4 | - | C2 | Lincoln Financial Field, Philadelphie |             |
| 19 juin 2026 À déterminer |    |   |    | Arbitrage :                           | Arbitrage : |

| Match 30                  | C1 | - | C3 | Gillette Stadium, Boston |             |
| 19 juin 2026 À déterminer |    |   |    | Arbitrage :              | Arbitrage : |

##### 3ejournée
| Match 49                  | C4 | - | C1 | Hard Rock Stadium, Miami |             |
| 24 juin 2026 À déterminer |    |   |    | Arbitrage :              | Arbitrage : |

| Match 50                  | C2 | - | C3 | Mercedes-Benz Stadium, Atlanta |             |
| 24 juin 2026 À déterminer |    |   |    | Arbitrage :                    | Arbitrage : |

#### Groupe D
| Rang | Équipe     | Pts | J | G | N | P | Bp | Bc | Diff |
| ---- | ---------- | --- | - | - | - | - | -- | -- | ---- |
| 1    | États-Unis | 0   | 0 | 0 | 0 | 0 | 0  | 0  | 0    |
| 2    | D2         | 0   | 0 | 0 | 0 | 0 | 0  | 0  | 0    |
| 3    | D3         | 0   | 0 | 0 | 0 | 0 | 0  | 0  | 0    |
| 4    | D4         | 0   | 0 | 0 | 0 | 0 | 0  | 0  | 0    |

##### 1rejournée
| Match 4                   | États-Unis | - | D2 | SoFi Stadium, Los Angeles |             |
| 12 juin 2026 À déterminer |            |   |    | Arbitrage :               | Arbitrage : |

| Match 6                   | D3 | - | D4 | BC Place, Vancouver |             |
| 13 juin 2026 À déterminer |    |   |    | Arbitrage :         | Arbitrage : |

##### 2ejournée
| Match 31                  | D4 | - | D2 | Levi's Stadium, San Francisco |             |
| 19 juin 2026 À déterminer |    |   |    | Arbitrage :                   | Arbitrage : |

| Match 32                  | États-Unis | - | D3 | Lumen Field, Seattle |             |
| 19 juin 2026 À déterminer |            |   |    | Arbitrage :          | Arbitrage : |

##### 3ejournée
| Match 59                  | D4 | - | États-Unis | SoFi Stadium, Los Angeles |             |
| 25 juin 2026 À déterminer |    |   |            | Arbitrage :               | Arbitrage : |

| Match 60                  | D2 | - | D3 | Levi's Stadium, San Francisco |             |
| 25 juin 2026 À déterminer |    |   |    | Arbitrage :                   | Arbitrage : |

#### Groupe E
| Rang | Équipe | Pts | J | G | N | P | Bp | Bc | Diff |
| ---- | ------ | --- | - | - | - | - | -- | -- | ---- |
| 1    | E1     | 0   | 0 | 0 | 0 | 0 | 0  | 0  | 0    |
| 2    | E2     | 0   | 0 | 0 | 0 | 0 | 0  | 0  | 0    |
| 3    | E3     | 0   | 0 | 0 | 0 | 0 | 0  | 0  | 0    |
| 4    | E4     | 0   | 0 | 0 | 0 | 0 | 0  | 0  | 0    |

##### 1rejournée
| Match 9                   | E1 | - | E2 | Lincoln Financial Field, Philadelphie |             |
| 14 juin 2026 À déterminer |    |   |    | Arbitrage :                           | Arbitrage : |

| Match 10                  | E3 | - | E4 | NRG Stadium, Houston |             |
| 14 juin 2026 À déterminer |    |   |    | Arbitrage :          | Arbitrage : |

##### 2ejournée
| Match 33                  | E4 | - | E2 | BMO Field, Toronto |             |
| 20 juin 2026 À déterminer |    |   |    | Arbitrage :        | Arbitrage : |

| Match 34                  | E1 | - | E3 | Arrowhead Stadium, Kansas City |             |
| 20 juin 2026 À déterminer |    |   |    | Arbitrage :                    | Arbitrage : |

##### 3ejournée
| Match 55                  | E4 | - | E1 | Lincoln Financial Field, Philadelphie |             |
| 25 juin 2026 À déterminer |    |   |    | Arbitrage :                           | Arbitrage : |

| Match 56                  | E2 | - | E3 | MetLife Stadium, New York |             |
| 25 juin 2026 À déterminer |    |   |    | Arbitrage :               | Arbitrage : |

#### Groupe F
| Rang | Équipe | Pts | J | G | N | P | Bp | Bc | Diff |
| ---- | ------ | --- | - | - | - | - | -- | -- | ---- |
| 1    | F1     | 0   | 0 | 0 | 0 | 0 | 0  | 0  | 0    |
| 2    | F2     | 0   | 0 | 0 | 0 | 0 | 0  | 0  | 0    |
| 3    | F3     | 0   | 0 | 0 | 0 | 0 | 0  | 0  | 0    |
| 4    | F4     | 0   | 0 | 0 | 0 | 0 | 0  | 0  | 0    |

##### 1rejournée
| Match 11                  | F1 | - | F2 | AT&T Stadium, Dallas |             |
| 14 juin 2026 À déterminer |    |   |    | Arbitrage :          | Arbitrage : |

| Match 12                  | F3 | - | F4 | Estadio BBVA, Monterrey |             |
| 14 juin 2026 À déterminer |    |   |    | Arbitrage :             | Arbitrage : |

##### 2ejournée
| Match 35                  | F4 | - | F2 | NRG Stadium, Houston |             |
| 20 juin 2026 À déterminer |    |   |    | Arbitrage :          | Arbitrage : |

| Match 36                  | F1 | - | F3 | Estadio BBVA, Monterrey |             |
| 20 juin 2026 À déterminer |    |   |    | Arbitrage :             | Arbitrage : |

##### 3ejournée
| Match 57                  | F4 | - | F1 | AT&T Stadium, Dallas |             |
| 25 juin 2026 À déterminer |    |   |    | Arbitrage :          | Arbitrage : |

| Match 58                  | F2 | - | F3 | Arrowhead Stadium, Kansas City |             |
| 25 juin 2026 À déterminer |    |   |    | Arbitrage :                    | Arbitrage : |

#### Groupe G
| Rang | Équipe | Pts | J | G | N | P | Bp | Bc | Diff |
| ---- | ------ | --- | - | - | - | - | -- | -- | ---- |
| 1    | G1     | 0   | 0 | 0 | 0 | 0 | 0  | 0  | 0    |
| 2    | G2     | 0   | 0 | 0 | 0 | 0 | 0  | 0  | 0    |
| 3    | G3     | 0   | 0 | 0 | 0 | 0 | 0  | 0  | 0    |
| 4    | G4     | 0   | 0 | 0 | 0 | 0 | 0  | 0  | 0    |

##### 1rejournée
| Match 15                  | G1 | - | G2 | SoFi Stadium, Los Angeles |             |
| 15 juin 2026 À déterminer |    |   |    | Arbitrage :               | Arbitrage : |

| Match 16                  | G3 | - | G4 | Lumen Field, Seattle |             |
| 15 juin 2026 À déterminer |    |   |    | Arbitrage :          | Arbitrage : |

##### 2ejournée
| Match 39                  | G4 | - | G2 | SoFi Stadium, Los Angeles |             |
| 21 juin 2026 À déterminer |    |   |    | Arbitrage :               | Arbitrage : |

| Match 40                  | G1 | - | G3 | BC Place, Vancouver |             |
| 21 juin 2026 À déterminer |    |   |    | Arbitrage :         | Arbitrage : |

##### 3ejournée
| Match 63                  | G4 | - | G1 | Lumen Field, Seattle |             |
| 26 juin 2026 À déterminer |    |   |    | Arbitrage :          | Arbitrage : |

| Match 64                  | G2 | - | G3 | BC Place, Vancouver |             |
| 26 juin 2026 À déterminer |    |   |    | Arbitrage :         | Arbitrage : |

#### Groupe H
| Rang | Équipe | Pts | J | G | N | P | Bp | Bc | Diff |
| ---- | ------ | --- | - | - | - | - | -- | -- | ---- |
| 1    | H1     | 0   | 0 | 0 | 0 | 0 | 0  | 0  | 0    |
| 2    | H2     | 0   | 0 | 0 | 0 | 0 | 0  | 0  | 0    |
| 3    | H3     | 0   | 0 | 0 | 0 | 0 | 0  | 0  | 0    |
| 4    | H4     | 0   | 0 | 0 | 0 | 0 | 0  | 0  | 0    |

##### 1rejournée
| Match 13                  | H1 | - | H2 | Hard Rock Stadium, Miami |             |
| 15 juin 2026 À déterminer |    |   |    | Arbitrage :              | Arbitrage : |

| Match 14                  | H3 | - | H4 | Mercedes-Benz Stadium, Atlanta |             |
| 15 juin 2026 À déterminer |    |   |    | Arbitrage :                    | Arbitrage : |

##### 2ejournée
| Match 37                  | H4 | - | H2 | Hard Rock Stadium, Miami |             |
| 21 juin 2026 À déterminer |    |   |    | Arbitrage :              | Arbitrage : |

| Match 38                  | H1 | - | H3 | Mercedes-Benz Stadium, Atlanta |             |
| 21 juin 2026 À déterminer |    |   |    | Arbitrage :                    | Arbitrage : |

##### 3ejournée
| Match 65                  | H4 | - | H1 | NRG Stadium, Houston |             |
| 26 juin 2026 À déterminer |    |   |    | Arbitrage :          | Arbitrage : |

| Match 66                  | H2 | - | H3 | Estadio Akron, Guadalajara |             |
| 26 juin 2026 À déterminer |    |   |    | Arbitrage :                | Arbitrage : |

#### Groupe I
| Rang | Équipe | Pts | J | G | N | P | Bp | Bc | Diff |
| ---- | ------ | --- | - | - | - | - | -- | -- | ---- |
| 1    | I1     | 0   | 0 | 0 | 0 | 0 | 0  | 0  | 0    |
| 2    | I2     | 0   | 0 | 0 | 0 | 0 | 0  | 0  | 0    |
| 3    | I3     | 0   | 0 | 0 | 0 | 0 | 0  | 0  | 0    |
| 4    | I4     | 0   | 0 | 0 | 0 | 0 | 0  | 0  | 0    |

##### 1rejournée
| Match 17                  | I1 | - | I2 | MetLife Stadium, New York |             |
| 16 juin 2026 À déterminer |    |   |    | Arbitrage :               | Arbitrage : |

| Match 18                  | I3 | - | I4 | Gillette Stadium, Boston |             |
| 16 juin 2026 À déterminer |    |   |    | Arbitrage :              | Arbitrage : |

##### 2ejournée
| Match 41                  | I4 | - | I2 | MetLife Stadium, New York |             |
| 22 juin 2026 À déterminer |    |   |    | Arbitrage :               | Arbitrage : |

| Match 42                  | I1 | - | I3 | Lincoln Financial Field, Philadelphie |             |
| 22 juin 2026 À déterminer |    |   |    | Arbitrage :                           | Arbitrage : |

##### 3ejournée
| Match 61                  | I4 | - | I1 | Gillette Stadium, Boston |             |
| 26 juin 2026 À déterminer |    |   |    | Arbitrage :              | Arbitrage : |

| Match 62                  | I2 | - | I3 | BMO Field, Toronto |             |
| 26 juin 2026 À déterminer |    |   |    | Arbitrage :        | Arbitrage : |

#### Groupe J
| Rang | Équipe | Pts | J | G | N | P | Bp | Bc | Diff |
| ---- | ------ | --- | - | - | - | - | -- | -- | ---- |
| 1    | J1     | 0   | 0 | 0 | 0 | 0 | 0  | 0  | 0    |
| 2    | J2     | 0   | 0 | 0 | 0 | 0 | 0  | 0  | 0    |
| 3    | J3     | 0   | 0 | 0 | 0 | 0 | 0  | 0  | 0    |
| 4    | J4     | 0   | 0 | 0 | 0 | 0 | 0  | 0  | 0    |

##### 1rejournée
| Match 19                  | J1 | - | J2 | Arrowhead Stadium, Kansas City |             |
| 16 juin 2026 À déterminer |    |   |    | Arbitrage :                    | Arbitrage : |

| Match 20                  | J3 | - | J4 | Levi's Stadium, San Francisco |             |
| 16 juin 2026 À déterminer |    |   |    | Arbitrage :                   | Arbitrage : |

##### 2ejournée
| Match 43                  | J4 | - | J2 | AT&T Stadium, Dallas |             |
| 22 juin 2026 À déterminer |    |   |    | Arbitrage :          | Arbitrage : |

| Match 44                  | J1 | - | J3 | Levi's Stadium, San Francisco |             |
| 22 juin 2026 À déterminer |    |   |    | Arbitrage :                   | Arbitrage : |

##### 3ejournée
| Match 69                  | J4 | - | J1 | Arrowhead Stadium, Kansas City |             |
| 27 juin 2026 À déterminer |    |   |    | Arbitrage :                    | Arbitrage : |

| Match 70                  | J2 | - | J3 | AT&T Stadium, Dallas |             |
| 27 juin 2026 À déterminer |    |   |    | Arbitrage :          | Arbitrage : |

#### Groupe K
| Rang | Équipe | Pts | J | G | N | P | Bp | Bc | Diff |
| ---- | ------ | --- | - | - | - | - | -- | -- | ---- |
| 1    | K1     | 0   | 0 | 0 | 0 | 0 | 0  | 0  | 0    |
| 2    | K2     | 0   | 0 | 0 | 0 | 0 | 0  | 0  | 0    |
| 3    | K3     | 0   | 0 | 0 | 0 | 0 | 0  | 0  | 0    |
| 4    | K4     | 0   | 0 | 0 | 0 | 0 | 0  | 0  | 0    |

##### 1rejournée
| Match 23                  | K1 | - | K2 | NRG Stadium, Houston |             |
| 17 juin 2026 À déterminer |    |   |    | Arbitrage :          | Arbitrage : |

| Match 24                  | K3 | - | K4 | Estadio Azteca, Mexico |             |
| 17 juin 2026 À déterminer |    |   |    | Arbitrage :            | Arbitrage : |

##### 2ejournée
| Match 47                  | K4 | - | K2 | NRG Stadium, Houston |             |
| 23 juin 2026 À déterminer |    |   |    | Arbitrage :          | Arbitrage : |

| Match 48                  | K1 | - | K3 | Estadio Akron, Guadalajara |             |
| 23 juin 2026 À déterminer |    |   |    | Arbitrage :                | Arbitrage : |

##### 3ejournée
| Match 71                  | K4 | - | K1 | Hard Rock Stadium, Miami |             |
| 27 juin 2026 À déterminer |    |   |    | Arbitrage :              | Arbitrage : |

| Match 72                  | K2 | - | K3 | Mercedes-Benz Stadium, Atlanta |             |
| 27 juin 2026 À déterminer |    |   |    | Arbitrage :                    | Arbitrage : |

#### Groupe L
| Rang | Équipe | Pts | J | G | N | P | Bp | Bc | Diff |
| ---- | ------ | --- | - | - | - | - | -- | -- | ---- |
| 1    | L1     | 0   | 0 | 0 | 0 | 0 | 0  | 0  | 0    |
| 2    | L2     | 0   | 0 | 0 | 0 | 0 | 0  | 0  | 0    |
| 3    | L3     | 0   | 0 | 0 | 0 | 0 | 0  | 0  | 0    |
| 4    | L4     | 0   | 0 | 0 | 0 | 0 | 0  | 0  | 0    |

##### 1rejournée
| Match 21                  | L1 | - | L2 | BMO Field, Toronto |             |
| 17 juin 2026 À déterminer |    |   |    | Arbitrage :        | Arbitrage : |

| Match 22                  | L3 | - | L4 | AT&T Stadium, Dallas |             |
| 17 juin 2026 À déterminer |    |   |    | Arbitrage :          | Arbitrage : |

##### 2ejournée
| Match 45                  | L4 | - | L2 | Gillette Stadium, Boston |             |
| 23 juin 2026 À déterminer |    |   |    | Arbitrage :              | Arbitrage : |

| Match 46                  | L1 | - | L3 | BMO Field, Toronto |             |
| 23 juin 2026 À déterminer |    |   |    | Arbitrage :        | Arbitrage : |

##### 3ejournée
| Match 67                  | L4 | - | L1 | MetLife Stadium, New York |             |
| 27 juin 2026 À déterminer |    |   |    | Arbitrage :               | Arbitrage : |

| Match 68                  | L2 | - | L3 | Lincoln Financial Field, Philadelphie |             |
| 27 juin 2026 À déterminer |    |   |    | Arbitrage :                           | Arbitrage : |

### Meilleurs troisièmes

#### Classement
Huit équipes classées troisièmes de leur poule sont repêchées pour compléter le tableau des seizièmes de finale. Pour désigner les 8 meilleurs troisièmes (parmi les 12 au total), un classement est effectué en comparant les résultats dans leur groupe respectif de chacune des équipes :
| Rang | Équipe  | Pts | J | G | N | P | Bp | Bc | Diff |
| ---- | ------- | --- | - | - | - | - | -- | -- | ---- |
| 1    | (Gr. A) | 0   | 0 | 0 | 0 | 0 | 0  | 0  | 0    |
| 2    | (Gr. B) | 0   | 0 | 0 | 0 | 0 | 0  | 0  | 0    |
| 3    | (Gr. C) | 0   | 0 | 0 | 0 | 0 | 0  | 0  | 0    |
| 4    | (Gr. D) | 0   | 0 | 0 | 0 | 0 | 0  | 0  | 0    |
| 5    | (Gr. E) | 0   | 0 | 0 | 0 | 0 | 0  | 0  | 0    |
| 6    | (Gr. F) | 0   | 0 | 0 | 0 | 0 | 0  | 0  | 0    |
| 7    | (Gr. G) | 0   | 0 | 0 | 0 | 0 | 0  | 0  | 0    |
| 8    | (Gr. H) | 0   | 0 | 0 | 0 | 0 | 0  | 0  | 0    |
| 9    | (Gr. I) | 0   | 0 | 0 | 0 | 0 | 0  | 0  | 0    |
| 10   | (Gr. J) | 0   | 0 | 0 | 0 | 0 | 0  | 0  | 0    |
| 11   | (Gr. K) | 0   | 0 | 0 | 0 | 0 | 0  | 0  | 0    |
| 12   | (Gr. L) | 0   | 0 | 0 | 0 | 0 | 0  | 0  | 0    |

#### Appariements en seizièmes de finale
Puisque huit des douze groupes placent une troisième équipe dans le tableau final, les différentes combinaisons formées par les groupes de provenance des équipes qualifiées servent à les répartir contre les premiers des groupes A, B, D, E, G, I, K et L (voir tableau final ci-dessus), comme suit

### Phase à élimination directe
Format et règlement
Une fois passée la phase de poules du premier tour, tous les matchs (des seizièmes de finale jusqu'à la finale) sont à élimination directe. En cas de match nul à la fin du temps réglementaire, une prolongation de deux fois quinze minutes est jouée − une victoire après prolongation est indiquée par (a.p.) dans le tableau. Si les deux équipes sont toujours à égalité à la fin de la prolongation, une séance de tirs au but (t.a.b) permet de les départager afin de désigner l'équipe qualifiée (ou l'équipe championne s'il s'agit de la finale).

#### Tableau final
|  | Seizièmes de finale                         | Seizièmes de finale                        |                                       |                                       | Huitièmes de finale                               | Huitièmes de finale                               |  |  | Quarts de finale                     | Quarts de finale                     |  |  | Demi-finales                      | Demi-finales                      |  |  | Finale                                 | Finale                                 |
|  | Seizièmes de finale                         | Seizièmes de finale                        |                                       |                                       | Huitièmes de finale                               | Huitièmes de finale                               |  |  | Quarts de finale                     | Quarts de finale                     |  |  | Demi-finales                      | Demi-finales                      |  |  | Finale                                 | Finale                                 |
|  |                                             |                                            |                                       |                                       |                                                   |                                                   |  |  |                                      |                                      |  |  |                                   |                                   |  |  |                                        |                                        |
|  | 29 juin - Gillette Stadium, Boston          | 29 juin - Gillette Stadium, Boston         |                                       |                                       | 4 juillet - Lincoln Financial Field, Philadelphie | 4 juillet - Lincoln Financial Field, Philadelphie |  |  | 9 juillet - Gillette Stadium, Boston | 9 juillet - Gillette Stadium, Boston |  |  | 14 juillet - AT&T Stadium, Dallas | 14 juillet - AT&T Stadium, Dallas |  |  | 19 juillet - MetLife Stadium, New York | 19 juillet - MetLife Stadium, New York |
|  | 29 juin - Gillette Stadium, Boston          | 29 juin - Gillette Stadium, Boston         |                                       |                                       | 4 juillet - Lincoln Financial Field, Philadelphie | 4 juillet - Lincoln Financial Field, Philadelphie |  |  | 9 juillet - Gillette Stadium, Boston | 9 juillet - Gillette Stadium, Boston |  |  | 14 juillet - AT&T Stadium, Dallas | 14 juillet - AT&T Stadium, Dallas |  |  | 19 juillet - MetLife Stadium, New York | 19 juillet - MetLife Stadium, New York |
|  | 1E                                          |                                            |                                       |                                       | 4 juillet - Lincoln Financial Field, Philadelphie | 4 juillet - Lincoln Financial Field, Philadelphie |  |  | 9 juillet - Gillette Stadium, Boston | 9 juillet - Gillette Stadium, Boston |  |  | 14 juillet - AT&T Stadium, Dallas | 14 juillet - AT&T Stadium, Dallas |  |  | 19 juillet - MetLife Stadium, New York | 19 juillet - MetLife Stadium, New York |
|  |                                             |                                            |                                       |                                       | 4 juillet - Lincoln Financial Field, Philadelphie | 4 juillet - Lincoln Financial Field, Philadelphie |  |  | 9 juillet - Gillette Stadium, Boston | 9 juillet - Gillette Stadium, Boston |  |  | 14 juillet - AT&T Stadium, Dallas | 14 juillet - AT&T Stadium, Dallas |  |  | 19 juillet - MetLife Stadium, New York | 19 juillet - MetLife Stadium, New York |
|  | 3A/B/C/D/F                                  |                                            |                                       |                                       | 4 juillet - Lincoln Financial Field, Philadelphie | 4 juillet - Lincoln Financial Field, Philadelphie |  |  | 9 juillet - Gillette Stadium, Boston | 9 juillet - Gillette Stadium, Boston |  |  | 14 juillet - AT&T Stadium, Dallas | 14 juillet - AT&T Stadium, Dallas |  |  | 19 juillet - MetLife Stadium, New York | 19 juillet - MetLife Stadium, New York |
|  | V74                                         |                                            |                                       |                                       |                                                   |                                                   |  |  | 9 juillet - Gillette Stadium, Boston | 9 juillet - Gillette Stadium, Boston |  |  | 14 juillet - AT&T Stadium, Dallas | 14 juillet - AT&T Stadium, Dallas |  |  | 19 juillet - MetLife Stadium, New York | 19 juillet - MetLife Stadium, New York |
|  | 30 juin - MetLife Stadium, New York         |                                            |                                       |                                       |                                                   |                                                   |  |  | 9 juillet - Gillette Stadium, Boston | 9 juillet - Gillette Stadium, Boston |  |  | 14 juillet - AT&T Stadium, Dallas | 14 juillet - AT&T Stadium, Dallas |  |  | 19 juillet - MetLife Stadium, New York | 19 juillet - MetLife Stadium, New York |
|  |                                             | V77                                        |                                       |                                       |                                                   |                                                   |  |  | 9 juillet - Gillette Stadium, Boston | 9 juillet - Gillette Stadium, Boston |  |  | 14 juillet - AT&T Stadium, Dallas | 14 juillet - AT&T Stadium, Dallas |  |  | 19 juillet - MetLife Stadium, New York | 19 juillet - MetLife Stadium, New York |
|  | 1I                                          |                                            |                                       |                                       |                                                   |                                                   |  |  | 9 juillet - Gillette Stadium, Boston | 9 juillet - Gillette Stadium, Boston |  |  | 14 juillet - AT&T Stadium, Dallas | 14 juillet - AT&T Stadium, Dallas |  |  | 19 juillet - MetLife Stadium, New York | 19 juillet - MetLife Stadium, New York |
|  | 4 juillet - NRG Stadium, Houston            |                                            |                                       |                                       |                                                   |                                                   |  |  | 9 juillet - Gillette Stadium, Boston | 9 juillet - Gillette Stadium, Boston |  |  | 14 juillet - AT&T Stadium, Dallas | 14 juillet - AT&T Stadium, Dallas |  |  | 19 juillet - MetLife Stadium, New York | 19 juillet - MetLife Stadium, New York |
|  | 3C/D/F/G/H                                  |                                            |                                       |                                       |                                                   |                                                   |  |  | 9 juillet - Gillette Stadium, Boston | 9 juillet - Gillette Stadium, Boston |  |  | 14 juillet - AT&T Stadium, Dallas | 14 juillet - AT&T Stadium, Dallas |  |  | 19 juillet - MetLife Stadium, New York | 19 juillet - MetLife Stadium, New York |
|  | V89                                         |                                            |                                       |                                       |                                                   |                                                   |  |  |                                      |                                      |  |  | 14 juillet - AT&T Stadium, Dallas | 14 juillet - AT&T Stadium, Dallas |  |  | 19 juillet - MetLife Stadium, New York | 19 juillet - MetLife Stadium, New York |
|  | 28 juin - SoFi Stadium, Los Angeles         |                                            |                                       |                                       |                                                   |                                                   |  |  |                                      |                                      |  |  | 14 juillet - AT&T Stadium, Dallas | 14 juillet - AT&T Stadium, Dallas |  |  | 19 juillet - MetLife Stadium, New York | 19 juillet - MetLife Stadium, New York |
|  |                                             | V90                                        |                                       |                                       |                                                   |                                                   |  |  |                                      |                                      |  |  | 14 juillet - AT&T Stadium, Dallas | 14 juillet - AT&T Stadium, Dallas |  |  | 19 juillet - MetLife Stadium, New York | 19 juillet - MetLife Stadium, New York |
|  | 2A                                          |                                            |                                       |                                       |                                                   |                                                   |  |  |                                      |                                      |  |  | 14 juillet - AT&T Stadium, Dallas | 14 juillet - AT&T Stadium, Dallas |  |  | 19 juillet - MetLife Stadium, New York | 19 juillet - MetLife Stadium, New York |
|  | 10 juillet - SoFi Stadium, Los Angeles      |                                            |                                       |                                       |                                                   |                                                   |  |  |                                      |                                      |  |  | 14 juillet - AT&T Stadium, Dallas | 14 juillet - AT&T Stadium, Dallas |  |  | 19 juillet - MetLife Stadium, New York | 19 juillet - MetLife Stadium, New York |
|  | 2B                                          |                                            |                                       |                                       |                                                   |                                                   |  |  |                                      |                                      |  |  | 14 juillet - AT&T Stadium, Dallas | 14 juillet - AT&T Stadium, Dallas |  |  | 19 juillet - MetLife Stadium, New York | 19 juillet - MetLife Stadium, New York |
|  | V73                                         |                                            |                                       |                                       |                                                   |                                                   |  |  |                                      |                                      |  |  | 14 juillet - AT&T Stadium, Dallas | 14 juillet - AT&T Stadium, Dallas |  |  | 19 juillet - MetLife Stadium, New York | 19 juillet - MetLife Stadium, New York |
|  | 29 juin - Stade BBVA, Monterrey             |                                            |                                       |                                       |                                                   |                                                   |  |  |                                      |                                      |  |  | 14 juillet - AT&T Stadium, Dallas | 14 juillet - AT&T Stadium, Dallas |  |  | 19 juillet - MetLife Stadium, New York | 19 juillet - MetLife Stadium, New York |
|  |                                             | V75                                        |                                       |                                       |                                                   |                                                   |  |  |                                      |                                      |  |  | 14 juillet - AT&T Stadium, Dallas | 14 juillet - AT&T Stadium, Dallas |  |  | 19 juillet - MetLife Stadium, New York | 19 juillet - MetLife Stadium, New York |
|  | 1F                                          |                                            |                                       |                                       |                                                   |                                                   |  |  |                                      |                                      |  |  | 14 juillet - AT&T Stadium, Dallas | 14 juillet - AT&T Stadium, Dallas |  |  | 19 juillet - MetLife Stadium, New York | 19 juillet - MetLife Stadium, New York |
|  | 6 juillet - AT&T Stadium, Dallas            |                                            |                                       |                                       |                                                   |                                                   |  |  |                                      |                                      |  |  | 14 juillet - AT&T Stadium, Dallas | 14 juillet - AT&T Stadium, Dallas |  |  | 19 juillet - MetLife Stadium, New York | 19 juillet - MetLife Stadium, New York |
|  | 2C                                          |                                            |                                       |                                       |                                                   |                                                   |  |  |                                      |                                      |  |  | 14 juillet - AT&T Stadium, Dallas | 14 juillet - AT&T Stadium, Dallas |  |  | 19 juillet - MetLife Stadium, New York | 19 juillet - MetLife Stadium, New York |
|  | V97                                         |                                            |                                       |                                       |                                                   |                                                   |  |  |                                      |                                      |  |  |                                   |                                   |  |  | 19 juillet - MetLife Stadium, New York | 19 juillet - MetLife Stadium, New York |
|  | 2 juillet - BMO Field, Toronto              |                                            |                                       |                                       |                                                   |                                                   |  |  |                                      |                                      |  |  |                                   |                                   |  |  | 19 juillet - MetLife Stadium, New York | 19 juillet - MetLife Stadium, New York |
|  |                                             | V98                                        |                                       |                                       |                                                   |                                                   |  |  |                                      |                                      |  |  |                                   |                                   |  |  | 19 juillet - MetLife Stadium, New York | 19 juillet - MetLife Stadium, New York |
|  | 2K                                          |                                            |                                       |                                       |                                                   |                                                   |  |  |                                      |                                      |  |  |                                   |                                   |  |  | 19 juillet - MetLife Stadium, New York | 19 juillet - MetLife Stadium, New York |
|  | 15 juillet - Mercedes-Benz Stadium, Atlanta |                                            |                                       |                                       |                                                   |                                                   |  |  |                                      |                                      |  |  |                                   |                                   |  |  | 19 juillet - MetLife Stadium, New York | 19 juillet - MetLife Stadium, New York |
|  | 2L                                          |                                            |                                       |                                       |                                                   |                                                   |  |  |                                      |                                      |  |  |                                   |                                   |  |  | 19 juillet - MetLife Stadium, New York | 19 juillet - MetLife Stadium, New York |
|  | V83                                         |                                            |                                       |                                       |                                                   |                                                   |  |  |                                      |                                      |  |  |                                   |                                   |  |  | 19 juillet - MetLife Stadium, New York | 19 juillet - MetLife Stadium, New York |
|  | 2 juillet - SoFi Stadium, Los Angeles       |                                            |                                       |                                       |                                                   |                                                   |  |  |                                      |                                      |  |  |                                   |                                   |  |  | 19 juillet - MetLife Stadium, New York | 19 juillet - MetLife Stadium, New York |
|  |                                             | V84                                        |                                       |                                       |                                                   |                                                   |  |  |                                      |                                      |  |  |                                   |                                   |  |  | 19 juillet - MetLife Stadium, New York | 19 juillet - MetLife Stadium, New York |
|  | 1H                                          |                                            |                                       |                                       |                                                   |                                                   |  |  |                                      |                                      |  |  |                                   |                                   |  |  | 19 juillet - MetLife Stadium, New York | 19 juillet - MetLife Stadium, New York |
|  | 6 juillet - Lumen Field, Seattle            |                                            |                                       |                                       |                                                   |                                                   |  |  |                                      |                                      |  |  |                                   |                                   |  |  | 19 juillet - MetLife Stadium, New York | 19 juillet - MetLife Stadium, New York |
|  | 2J                                          |                                            |                                       |                                       |                                                   |                                                   |  |  |                                      |                                      |  |  |                                   |                                   |  |  | 19 juillet - MetLife Stadium, New York | 19 juillet - MetLife Stadium, New York |
|  | V93                                         |                                            |                                       |                                       |                                                   |                                                   |  |  |                                      |                                      |  |  |                                   |                                   |  |  | 19 juillet - MetLife Stadium, New York | 19 juillet - MetLife Stadium, New York |
|  | 1er juillet - Levi's Stadium, San Francisco |                                            |                                       |                                       |                                                   |                                                   |  |  |                                      |                                      |  |  |                                   |                                   |  |  | 19 juillet - MetLife Stadium, New York | 19 juillet - MetLife Stadium, New York |
|  |                                             | V94                                        |                                       |                                       |                                                   |                                                   |  |  |                                      |                                      |  |  |                                   |                                   |  |  | 19 juillet - MetLife Stadium, New York | 19 juillet - MetLife Stadium, New York |
|  | 1D                                          |                                            |                                       |                                       |                                                   |                                                   |  |  |                                      |                                      |  |  |                                   |                                   |  |  | 19 juillet - MetLife Stadium, New York | 19 juillet - MetLife Stadium, New York |
|  | 11 juillet - Hard Rock Stadium, Miami       |                                            |                                       |                                       |                                                   |                                                   |  |  |                                      |                                      |  |  |                                   |                                   |  |  | 19 juillet - MetLife Stadium, New York | 19 juillet - MetLife Stadium, New York |
|  | 3B/E/F/I/J                                  |                                            |                                       |                                       |                                                   |                                                   |  |  |                                      |                                      |  |  |                                   |                                   |  |  | 19 juillet - MetLife Stadium, New York | 19 juillet - MetLife Stadium, New York |
|  | V81                                         |                                            |                                       |                                       |                                                   |                                                   |  |  |                                      |                                      |  |  |                                   |                                   |  |  | 19 juillet - MetLife Stadium, New York | 19 juillet - MetLife Stadium, New York |
|  | 1er juillet - Lumen Field, Seattle          |                                            |                                       |                                       |                                                   |                                                   |  |  |                                      |                                      |  |  |                                   |                                   |  |  | 19 juillet - MetLife Stadium, New York | 19 juillet - MetLife Stadium, New York |
|  |                                             | V82                                        |                                       |                                       |                                                   |                                                   |  |  |                                      |                                      |  |  |                                   |                                   |  |  | 19 juillet - MetLife Stadium, New York | 19 juillet - MetLife Stadium, New York |
|  | 1G                                          |                                            |                                       |                                       |                                                   |                                                   |  |  |                                      |                                      |  |  |                                   |                                   |  |  | 19 juillet - MetLife Stadium, New York | 19 juillet - MetLife Stadium, New York |
|  | 5 juillet - MetLife Stadium, New York       |                                            |                                       |                                       |                                                   |                                                   |  |  |                                      |                                      |  |  |                                   |                                   |  |  | 19 juillet - MetLife Stadium, New York | 19 juillet - MetLife Stadium, New York |
|  | 3A/E/H/I/J                                  |                                            |                                       |                                       |                                                   |                                                   |  |  |                                      |                                      |  |  |                                   |                                   |  |  | 19 juillet - MetLife Stadium, New York | 19 juillet - MetLife Stadium, New York |
|  | V101                                        |                                            |                                       |                                       |                                                   |                                                   |  |  |                                      |                                      |  |  |                                   |                                   |  |  |                                        |                                        |
|  | 29 juin - NRG Stadium, Houston              |                                            |                                       |                                       |                                                   |                                                   |  |  |                                      |                                      |  |  |                                   |                                   |  |  |                                        |                                        |
|  |                                             | V102                                       |                                       |                                       |                                                   |                                                   |  |  |                                      |                                      |  |  |                                   |                                   |  |  |                                        |                                        |
|  | 1C                                          |                                            |                                       |                                       |                                                   |                                                   |  |  |                                      |                                      |  |  |                                   |                                   |  |  |                                        |                                        |
|  |                                             |                                            |                                       |                                       |                                                   |                                                   |  |  |                                      |                                      |  |  |                                   |                                   |  |  |                                        |                                        |
|  | 2F                                          |                                            |                                       |                                       |                                                   |                                                   |  |  |                                      |                                      |  |  |                                   |                                   |  |  |                                        |                                        |
|  | V76                                         |                                            |                                       |                                       |                                                   |                                                   |  |  |                                      |                                      |  |  |                                   |                                   |  |  |                                        |                                        |
|  | 30 juin - AT&T Stadium, Dallas              |                                            |                                       |                                       |                                                   |                                                   |  |  |                                      |                                      |  |  |                                   |                                   |  |  |                                        |                                        |
|  |                                             | V78                                        |                                       |                                       |                                                   |                                                   |  |  |                                      |                                      |  |  |                                   |                                   |  |  |                                        |                                        |
|  | 2E                                          |                                            |                                       |                                       |                                                   |                                                   |  |  |                                      |                                      |  |  |                                   |                                   |  |  |                                        |                                        |
|  | 5 juillet - Stade Azteca, Mexico            |                                            |                                       |                                       |                                                   |                                                   |  |  |                                      |                                      |  |  |                                   |                                   |  |  |                                        |                                        |
|  | 2I                                          |                                            |                                       |                                       |                                                   |                                                   |  |  |                                      |                                      |  |  |                                   |                                   |  |  |                                        |                                        |
|  | V91                                         |                                            |                                       |                                       |                                                   |                                                   |  |  |                                      |                                      |  |  |                                   |                                   |  |  |                                        |                                        |
|  | 30 juin - Stade Azteca, Mexico              |                                            |                                       |                                       |                                                   |                                                   |  |  |                                      |                                      |  |  |                                   |                                   |  |  |                                        |                                        |
|  |                                             | V92                                        |                                       |                                       |                                                   |                                                   |  |  |                                      |                                      |  |  |                                   |                                   |  |  |                                        |                                        |
|  | 1A                                          |                                            |                                       |                                       |                                                   |                                                   |  |  |                                      |                                      |  |  |                                   |                                   |  |  |                                        |                                        |
|  | 11 juillet - Arrowhead Stadium, Kansas City |                                            |                                       |                                       |                                                   |                                                   |  |  |                                      |                                      |  |  |                                   |                                   |  |  |                                        |                                        |
|  | 3C/E/F/H/I                                  |                                            |                                       |                                       |                                                   |                                                   |  |  |                                      |                                      |  |  |                                   |                                   |  |  |                                        |                                        |
|  | V79                                         |                                            |                                       |                                       |                                                   |                                                   |  |  |                                      |                                      |  |  |                                   |                                   |  |  |                                        |                                        |
|  | 1 juillet - Mercedes-Benz Stadium, Atlanta  |                                            |                                       |                                       |                                                   |                                                   |  |  |                                      |                                      |  |  |                                   |                                   |  |  |                                        |                                        |
|  |                                             | V80                                        |                                       |                                       |                                                   |                                                   |  |  |                                      |                                      |  |  |                                   |                                   |  |  |                                        |                                        |
|  | 1L                                          |                                            |                                       |                                       |                                                   |                                                   |  |  |                                      |                                      |  |  |                                   |                                   |  |  |                                        |                                        |
|  | 7 juillet - Mercedes-Benz Stadium, Atlanta  |                                            |                                       |                                       |                                                   |                                                   |  |  |                                      |                                      |  |  |                                   |                                   |  |  |                                        |                                        |
|  | 3E/H/I/J/K                                  |                                            |                                       |                                       |                                                   |                                                   |  |  |                                      |                                      |  |  |                                   |                                   |  |  |                                        |                                        |
|  | V99                                         |                                            |                                       |                                       |                                                   |                                                   |  |  |                                      |                                      |  |  |                                   |                                   |  |  |                                        |                                        |
|  | 3 juillet - Hard Rock Stadium, Miami        |                                            |                                       |                                       |                                                   |                                                   |  |  |                                      |                                      |  |  |                                   |                                   |  |  |                                        |                                        |
|  |                                             | V100                                       |                                       |                                       |                                                   |                                                   |  |  |                                      |                                      |  |  |                                   |                                   |  |  |                                        |                                        |
|  | 1J                                          |                                            |                                       |                                       |                                                   |                                                   |  |  |                                      |                                      |  |  |                                   |                                   |  |  |                                        |                                        |
|  |                                             |                                            |                                       |                                       |                                                   |                                                   |  |  |                                      |                                      |  |  |                                   |                                   |  |  |                                        |                                        |
|  | 2H                                          |                                            |                                       |                                       |                                                   |                                                   |  |  |                                      |                                      |  |  |                                   |                                   |  |  |                                        |                                        |
|  | V86                                         |                                            |                                       |                                       |                                                   |                                                   |  |  |                                      |                                      |  |  |                                   |                                   |  |  |                                        |                                        |
|  | 3 juillet - AT&T Stadium, Dallas            |                                            |                                       |                                       |                                                   |                                                   |  |  |                                      |                                      |  |  |                                   |                                   |  |  |                                        |                                        |
|  |                                             | V88                                        |                                       |                                       |                                                   |                                                   |  |  |                                      |                                      |  |  |                                   |                                   |  |  |                                        |                                        |
|  | 2D                                          |                                            |                                       |                                       |                                                   |                                                   |  |  |                                      |                                      |  |  |                                   |                                   |  |  |                                        |                                        |
|  | 7 juillet - BC Place, Vancouver             |                                            |                                       |                                       |                                                   |                                                   |  |  |                                      |                                      |  |  |                                   |                                   |  |  |                                        |                                        |
|  | 2G                                          |                                            |                                       |                                       |                                                   |                                                   |  |  |                                      |                                      |  |  |                                   |                                   |  |  |                                        |                                        |
|  | V95                                         |                                            |                                       |                                       |                                                   |                                                   |  |  |                                      |                                      |  |  |                                   |                                   |  |  |                                        |                                        |
|  | 2 juillet - BC Place, Vancouver             |                                            |                                       |                                       |                                                   |                                                   |  |  |                                      |                                      |  |  |                                   |                                   |  |  |                                        |                                        |
|  |                                             | V96                                        |                                       |                                       |                                                   |                                                   |  |  |                                      |                                      |  |  |                                   |                                   |  |  |                                        |                                        |
|  | 1B                                          |                                            |                                       |                                       |                                                   |                                                   |  |  |                                      |                                      |  |  |                                   |                                   |  |  |                                        |                                        |
|  |                                             |                                            |                                       |                                       |                                                   |                                                   |  |  |                                      |                                      |  |  |                                   |                                   |  |  |                                        |                                        |
|  | 3E/F/G/I/J                                  |                                            |                                       | Match pour la 3e place                | Match pour la 3e place                            |                                                   |  |  |                                      |                                      |  |  |                                   |                                   |  |  |                                        |                                        |
|  | 3E/F/G/I/J                                  | V85                                        |                                       | Match pour la 3e place                | Match pour la 3e place                            |                                                   |  |  |                                      |                                      |  |  |                                   |                                   |  |  |                                        |                                        |
|  | 3 juillet - Arrowhead Stadium, Kansas City  | 3 juillet - Arrowhead Stadium, Kansas City | 18 juillet - Hard Rock Stadium, Miami | 18 juillet - Hard Rock Stadium, Miami |                                                   |                                                   |  |  |                                      |                                      |  |  |                                   |                                   |  |  |                                        |                                        |
|  | 3 juillet - Arrowhead Stadium, Kansas City  | 3 juillet - Arrowhead Stadium, Kansas City | 18 juillet - Hard Rock Stadium, Miami | 18 juillet - Hard Rock Stadium, Miami | V87                                               |                                                   |  |  |                                      |                                      |  |  |                                   |                                   |  |  |                                        |                                        |
|  | 1K                                          |                                            | P101                                  |                                       |                                                   |                                                   |  |  |                                      |                                      |  |  |                                   |                                   |  |  |                                        |                                        |
|  | 1K                                          |                                            |                                       |                                       |                                                   |                                                   |  |  |                                      |                                      |  |  |                                   |                                   |  |  |                                        |                                        |
|  | 3D/E/I/J/L                                  |                                            |                                       | P102                                  |                                                   |                                                   |  |  |                                      |                                      |  |  |                                   |                                   |  |  |                                        |                                        |
|  | 3D/E/I/J/L                                  |                                            |                                       | P102                                  |                                                   |                                                   |  |  |                                      |                                      |  |  |                                   |                                   |  |  |                                        |                                        |

#### Seizièmes de finales
| Match 73                  | 2A | - | 2B | SoFi Stadium, Los Angeles |             |
| 28 juin 2026 À déterminer |    |   |    | Arbitrage :               | Arbitrage : |

| Match 74                  | 1E | - | 3A/B/C/D/F | Gillette Stadium, Boston |             |
| 29 juin 2026 À déterminer |    |   |            | Arbitrage :              | Arbitrage : |

| Match 75                  | 1F | - | 2C | Stade BBVA, Monterrey |             |
| 29 juin 2026 À déterminer |    |   |    | Arbitrage :           | Arbitrage : |

| Match 76                  | 1C | - | 2F | NRG Stadium, Houston |             |
| 29 juin 2026 À déterminer |    |   |    | Arbitrage :          | Arbitrage : |

| Match 77                  | 1I | - | 3C/D/F/G/H | MetLife Stadium, New York |             |
| 30 juin 2026 À déterminer |    |   |            | Arbitrage :               | Arbitrage : |

| Match 78                  | 2E | - | 2I | AT&T Stadium, Dallas |             |
| 30 juin 2026 À déterminer |    |   |    | Arbitrage :          | Arbitrage : |

| Match 79                  | 1A | - | 3C/E/F/H/I | Stade Azteca, Mexico |             |
| 30 juin 2026 À déterminer |    |   |            | Arbitrage :          | Arbitrage : |

| Match 80                      | 1L | - | 3E/H/I/J/K | Mercedes-Benz Stadium, Atlanta |             |
| 1er juillet 2026 À déterminer |    |   |            | Arbitrage :                    | Arbitrage : |

| Match 81                      | 1D | - | 3B/E/F/I/J | Levi's Stadium, San Francisco |             |
| 1er juillet 2026 À déterminer |    |   |            | Arbitrage :                   | Arbitrage : |

| Match 82                      | 1G | - | 3A/E/H/I/J | Lumen Field, Seattle |             |
| 1er juillet 2026 À déterminer |    |   |            | Arbitrage :          | Arbitrage : |

| Match 83                    | 2K | - | 2L | BMO Field, Toronto |             |
| 2 juillet 2026 À déterminer |    |   |    | Arbitrage :        | Arbitrage : |

| Match 84                    | 1H | - | 2J | SoFi Stadium, Los Angeles |             |
| 2 juillet 2026 À déterminer |    |   |    | Arbitrage :               | Arbitrage : |

| Match 85                    | 1B | - | 3E/F/G/I/J | BC Place, Vancouver |             |
| 2 juillet 2026 À déterminer |    |   |            | Arbitrage :         | Arbitrage : |

| Match 86                    | 1J | - | 2H | Hard Rock Stadium, Miami |             |
| 3 juillet 2026 À déterminer |    |   |    | Arbitrage :              | Arbitrage : |

| Match 87                    | 1K | - | 3D/E/I/J/L | Arrowhead Stadium, Kansas City |             |
| 3 juillet 2026 À déterminer |    |   |            | Arbitrage :                    | Arbitrage : |

| Match 88                    | 2D | - | 2G | AT&T Stadium, Dallas |             |
| 3 juillet 2026 À déterminer |    |   |    | Arbitrage :          | Arbitrage : |

#### Huitièmes de finale
| Match 89                    | V74 | - | V77 | Lincoln Financial Field, Philadelphie |             |
| 4 juillet 2026 À déterminer |     |   |     | Arbitrage :                           | Arbitrage : |

| Match 90                    | V73 | - | V75 | NRG Stadium, Houston |             |
| 4 juillet 2026 À déterminer |     |   |     | Arbitrage :          | Arbitrage : |

| Match 91                    | V76 | - | V78 | MetLife Stadium, New York |             |
| 5 juillet 2026 À déterminer |     |   |     | Arbitrage :               | Arbitrage : |

| Match 92                    | V79 | - | V80 | Stade Azteca, Mexico |             |
| 5 juillet 2026 À déterminer |     |   |     | Arbitrage :          | Arbitrage : |

| Match 93                    | V83 | - | V84 | AT&T Stadium, Dallas |             |
| 6 juillet 2026 À déterminer |     |   |     | Arbitrage :          | Arbitrage : |

| Match 94                    | V81 | - | V82 | Lumen Field, Seattle |             |
| 6 juillet 2026 À déterminer |     |   |     | Arbitrage :          | Arbitrage : |

| Match 95                    | V86 | - | V88 | Mercedes-Benz Stadium, Atlanta |             |
| 7 juillet 2026 À déterminer |     |   |     | Arbitrage :                    | Arbitrage : |

| Match 96                    | V85 | - | V87 | BC Place, Vancouver |             |
| 7 juillet 2026 À déterminer |     |   |     | Arbitrage :         | Arbitrage : |

#### Quarts de finale
| Match 97                    | V89 | - | V90 | Gillette Stadium, Boston |             |
| 9 juillet 2026 À déterminer |     |   |     | Arbitrage :              | Arbitrage : |

| Match 98                     | V93 | - | V94 | SoFi Stadium, Los Angeles |             |
| 10 juillet 2026 À déterminer |     |   |     | Arbitrage :               | Arbitrage : |

| Match 99                     | V91 | - | V92 | Hard Rock Stadium, Miami |             |
| 11 juillet 2026 À déterminer |     |   |     | Arbitrage :              | Arbitrage : |

| Match 100                    | V95 | - | V96 | Arrowhead Stadium, Kansas City |             |
| 11 juillet 2026 À déterminer |     |   |     | Arbitrage :                    | Arbitrage : |

#### Demi-finales
| Match 101                    | V97 | - | V98 | AT&T Stadium, Dallas |             |
| 14 juillet 2026 À déterminer |     |   |     | Arbitrage :          | Arbitrage : |

| Match 102                    | V99 | - | V100 | Mercedes-Benz Stadium, Atlanta |             |
| 15 juillet 2026 À déterminer |     |   |      | Arbitrage :                    | Arbitrage : |

#### Match pour la troisième place
| Match 103                    | P101 | - | P102 | Hard Rock Stadium, Miami |             |
| 18 juillet 2026 À déterminer |      |   |      | Arbitrage :              | Arbitrage : |

#### Finale
| Match 104                    | V101 | - | V102 | MetLife Stadium, New York |             |
| 19 juillet 2026 À déterminer |      |   |      | Arbitrage :               | Arbitrage : |

## Statistiques, classements et buteurs

### Statistiques
Les 48 équipes présentes disputent un total de 104 rencontres (contre 64 lors du Mondial 2022) : 72 au premier tour et 32 dans la phase à élimination directe.

### Nombre d'équipes par confédération et par tour
| Confédération | Phase de groupes                                                                   | Seizième de finale | Huitièmes de finale | Quarts de finale | Demi-finales | Finale (dont champion) |
| ------------- | ---------------------------------------------------------------------------------- | ------------------ | ------------------- | ---------------- | ------------ | ---------------------- |
| UEFA          | 16                                                                                 |                    |                     |                  |              |                        |
| CAF           | 9 ou 10                                                                            |                    |                     |                  |              |                        |
| AFC           | 8 ou 9 Australie, Corée du Sud, Iran, Japon, Jordanie, Ouzbékistan                 |                    |                     |                  |              |                        |
| CONCACAF      | 6, 7 ou 8 Canada (organisateur), États-Unis (organisateur), Mexique (organisateur) |                    |                     |                  |              |                        |
| CONMEBOL      | 6 ou 7 Argentine, Brésil, Équateur                                                 |                    |                     |                  |              |                        |
| OFC           | 1 ou 2 Nouvelle-Zélande                                                            |                    |                     |                  |              |                        |
| Total         | 48                                                                                 | 32                 | 16                  | 8                | 4            | 2 (1)                  |

### Classement de la compétition
| Place              | Équipe | Stade de la compétition |
| ------------------ | ------ | ----------------------- |
| Médaille d'or      |        | Vainqueur               |
| Médaille d'argent  |        | Finale                  |
| Médaille de bronze |        | Troisième               |
| 4                  |        | Quatrième               |
| 5                  |        | Quarts de finale        |
| 6                  |        | Quarts de finale        |
| 7                  |        | Quarts de finale        |
| 8                  |        | Quarts de finale        |
| 9                  |        | 8e de finale            |
| 10                 |        | 8e de finale            |
| 11                 |        | 8e de finale            |
| 12                 |        | 8e de finale            |
| 13                 |        | 8e de finale            |
| 14                 |        | 8e de finale            |
| 15                 |        | 8e de finale            |
| 16                 |        | 8e de finale            |
| 17                 |        | 16e de finale           |
| 18                 |        | 16e de finale           |
| 19                 |        | 16e de finale           |
| 20                 |        | 16e de finale           |
| 21                 |        | 16e de finale           |
| 22                 |        | 16e de finale           |
| 23                 |        | 16e de finale           |
| 24                 |        | 16e de finale           |

| Place | Équipe | Stade de la compétition |
| ----- | ------ | ----------------------- |
| 25    |        | 16e de finale           |
| 26    |        | 16e de finale           |
| 27    |        | 16e de finale           |
| 28    |        | 16e de finale           |
| 29    |        | 16e de finale           |
| 30    |        | 16e de finale           |
| 31    |        | 16e de finale           |
| 32    |        | 16e de finale           |
| 33    |        | Phase de groupes        |
| 34    |        | Phase de groupes        |
| 35    |        | Phase de groupes        |
| 36    |        | Phase de groupes        |
| 37    |        | Phase de groupes        |
| 38    |        | Phase de groupes        |
| 39    |        | Phase de groupes        |
| 40    |        | Phase de groupes        |
| 41    |        | Phase de groupes        |
| 42    |        | Phase de groupes        |
| 43    |        | Phase de groupes        |
| 44    |        | Phase de groupes        |
| 45    |        | Phase de groupes        |
| 46    |        | Phase de groupes        |
| 47    |        | Phase de groupes        |
| 48    |        | Phase de groupes        |

## Aspects socio-économiques de la coupe du monde

### Liste des partenaires FIFA et sponsors de la compétition
| Partenaires FIFA                                                            | Sponsors de la compétition | Sponsors régional                                                        |
| Partenaires FIFA                                                            | Sponsors de la compétition | Amérique du Nord                                                         |
| --------------------------------------------------------------------------- | --- | ------------------------------------------------------------------------ |
| - Adidas - Aramco - Coca-Cola - Hyundai–Kia - Lenovo - Qatar Airways - Visa | - AB InBev (Budweiser) - American Airlines - Bank of America - Frito-Lay (Lay's) - McDonald's - Mengniu - Unilever (Dove Men+Care) - Verizon | - Diageo - Home Depot - NRG Energy (Houston) - Rock-it Cargo - Valvoline |